# I-170
I-170 (ros. И-170) – niezrealizowany projekt radzieckiego samolotu myśliwskiego konstrukcji biura Polikarpowa.

## Historia
Prace nad nową maszyną rozpoczęto latem 1939 roku. W odróżnieniu od wcześniejszych maszyn myśliwskich Polikarpowa napędzanych silnikami gwiazdowymi, tym razem do napędu nowej konstrukcji zamierzano użyć silnika rzędowego. Dostęp do nowych silników zapewniło nabycie licencji na produkcję silników Hispano-Suiza 12Y, których intensywny rozwój odbywał się w Fabryce Nr 26 w Jarosławiu, gdzie głównym konstruktorem był Wladimir Klimow. I-170 napędzany miał być wersją rozwojową silnika M-100, oznaczoną jako M-106. Maszyna miała prezentować typowy, dwupłatowy układ konstrukcyjny myśliwców Polikarpowa, z otwartą kabiną. Górny płat samolotu miał powstać w układzie typu mewa. Zakładano, iż połączenie dysponującego dużą mocą silnika rzędowego z powierzchnią skrzydeł niewiele różniącą się od tej w I-153, pozwoli zbudować samolot zdolny do lotu z prędkością powyżej 500 km/h oraz charakteryzujący się zwrotnością I-153. Maszyna miała posiadać silne uzbrojenie strzelecki składające się z dwóch karabinów maszynowych kalibru 7,62 mm i pojedynczego działka kalibru 20 mm. Nie doszło jednak do realizacji projektu. W owym czasie stało się już jasne, że dwupłatowe samoloty myśliwskie nie mają szans w starciu z nowoczesnymi, dysponującymi prędkością nieosiągalną dla dwupłatów, samolotami jednopłatowymi. 